# Dendrobium chionanthum
Dendrobium chionanthum är en orkidéart som beskrevs av Rudolf Schlechter. Dendrobium chionanthum ingår i släktet Dendrobium, och familjen orkidéer. Inga underarter finns listade i Catalogue of Life.